# Giorgi Gagua
Giorgi Gagua   (Tbilisi, 10 d'octubre de 2001) és un futbolista professional georgià que juga de davanter al club eslovac FK DAC 1904 Dunajská Streda.

## Trajectòria
Nascut a Tbilisi, Gagua va passar per les categories inferiors dels equips de la seva ciutat natal Iberia 2010, FC Dinamo Tbilisi i FC Merani Tbilisi abans de fitxar pel Deportivo Alavés, de la lliga espanyola l'octubre de 2019. Va debutar amb el filial de l'Alavès l'1 de novembre de 2020, entrant com a la segona part en una derrota 3-0 a fora de casa a Segona Divisió B contra el Racing de Santander.
Gagua va marcar el seu primer gol amb els vitorians el 18 de novembre de 2020, aconseguint el segon del B en una victòria per 1-2 fora de casa contra el Real Unión. El següent 22 de febrer va renovar el seu contracte amb l'Alavés fins al 2024, i va passar la pretemporada del 2021 amb el primer equip.
El 8 d'agost de 2022, Gagua va ser cedit al Real Unión, de Primera Federació per a la següent temporada. En acabar la cessió, va tornar al filial del Alavés, a Segona Federació. Un cop finalitzada la temporada, el 19 de juliol de 2024, va ser traspassat a l'NK Istra 1961, de la Lliga Croata, amb un contracte de tres anys.
Gagua va debutar al futbol professional amb l'Istra el 10 d'agost de 2024, substituint Moris Valinčić al descans en una victòria a casa per 2-1 contra l'HNK Gorica. Al final de temporada i després d'haver jugat una trentena de partits a la lliga de Croàcia, va tornar a canviar e país.
El 24 de juliol de 2025, el FK DAC 1904 Dunajská Streda de la lliga eslovaca va anunciar el seu fitxatge per les tres següents temporades.

## Selecció nacional
Gagua ha jugat a totes les categories inferiors de la selecció georgiana. El 2023, va participar al Campionat d'Europa sub-21 com a part de l'equip de Geòrgia. Al torneig, va jugar els partits de la fase de grups contra Portugal, Bèlgica, els Països Baixos, i els quarts de final contra Israel. Va marcar un gol al partit contra Portugal.
El juny de 2024 va entrar per primer cop a una convocatòria de la selecció absoluta georgiana pels partits amistosos contra Illes Fèroe i Cap Verd, tot i que no va arribar a jugar ni un minut en cap dels dos partits.

## Estadístiques

### Clubs
| Club                        | País       | Anys    | Partits | Gols |
| --------------------------- | ---------- | ------- | ------- | ---- |
| Deportivo Alavés B          | Espanya    | 2020-22 | 56      | 13   |
| Real Unión Club             | Espanya    | 2022-23 | 24      | 2    |
| Deportivo Alavés B          | Espanya    | 2023-24 | 27      | 3    |
| NK Istra 1961               | Croàcia    | 2024-25 | 28      | 3    |
| FK DAC 1904 Dunajská Streda | Eslovàquia | 2025-26 | -       | -    |